# Moja Natura
Moja Natura – szósty singel polskiego rapera Sitka promujący album zatytułowany Wielkie Sny. Wydawnictwo, w formie digital download ukazało się 6 listopada 2016 roku własnym nakładzie. Gościnnie w utworze wystąpił raper Tede.
Utwór wyprodukowany przez Deemz został zarejestrowany we wrocławskim Dobre Ucho Studio we współpracy z realizatorem Mateuszem "Grrracz" Wędrowskim. Kompozycja była promowana teledyskiem, które wyreżyserowało studio OG.

## Notowanie
| Kraj   | Lista             | Pozycja |
| ------ | ----------------- | ------- |
| Polska | Eska – hip-hop.tv | 1       |